# Russischer Soldatenfriedhof Klein-Zimmern

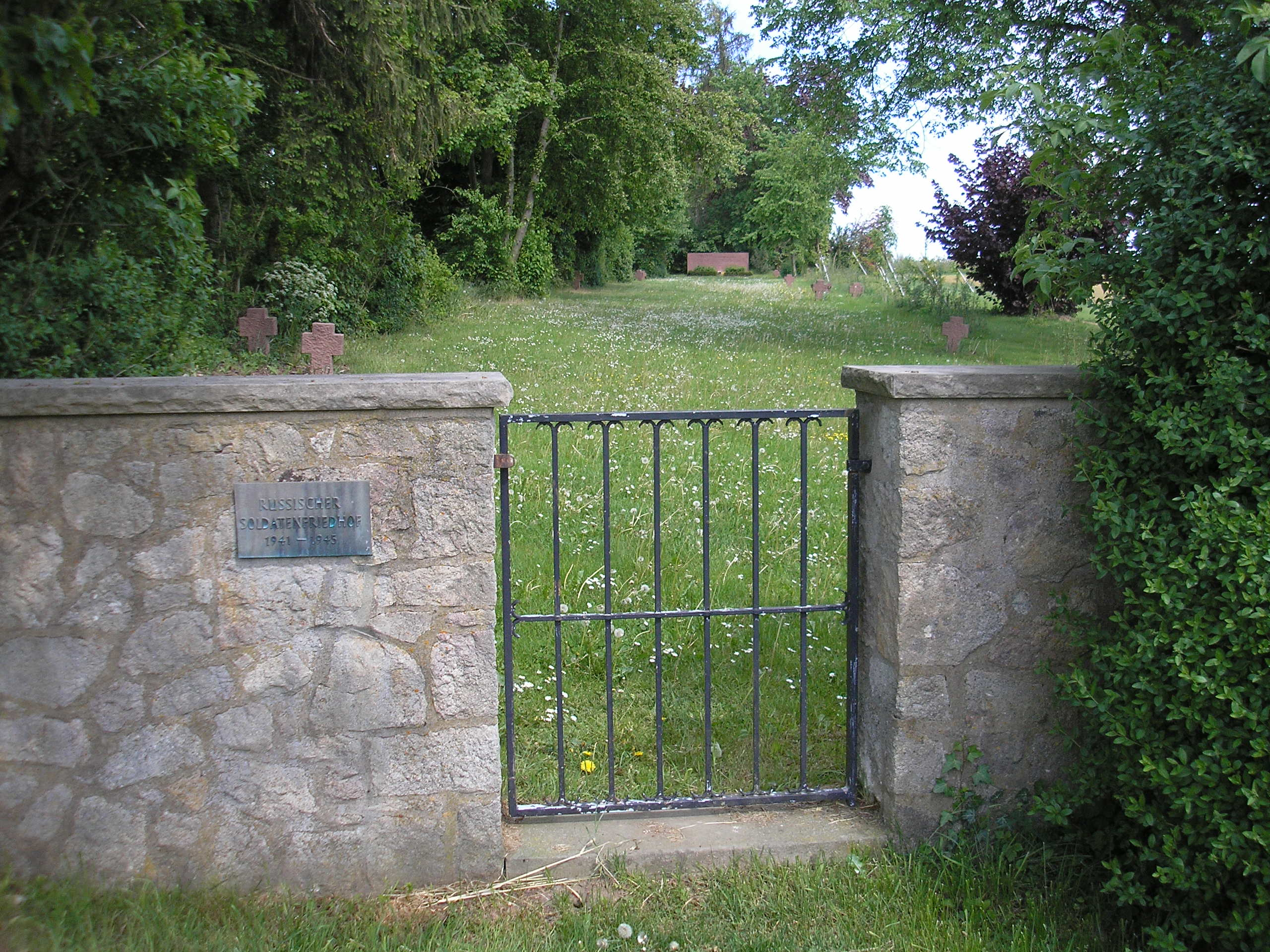
Eingangsbereich aus Südwesten

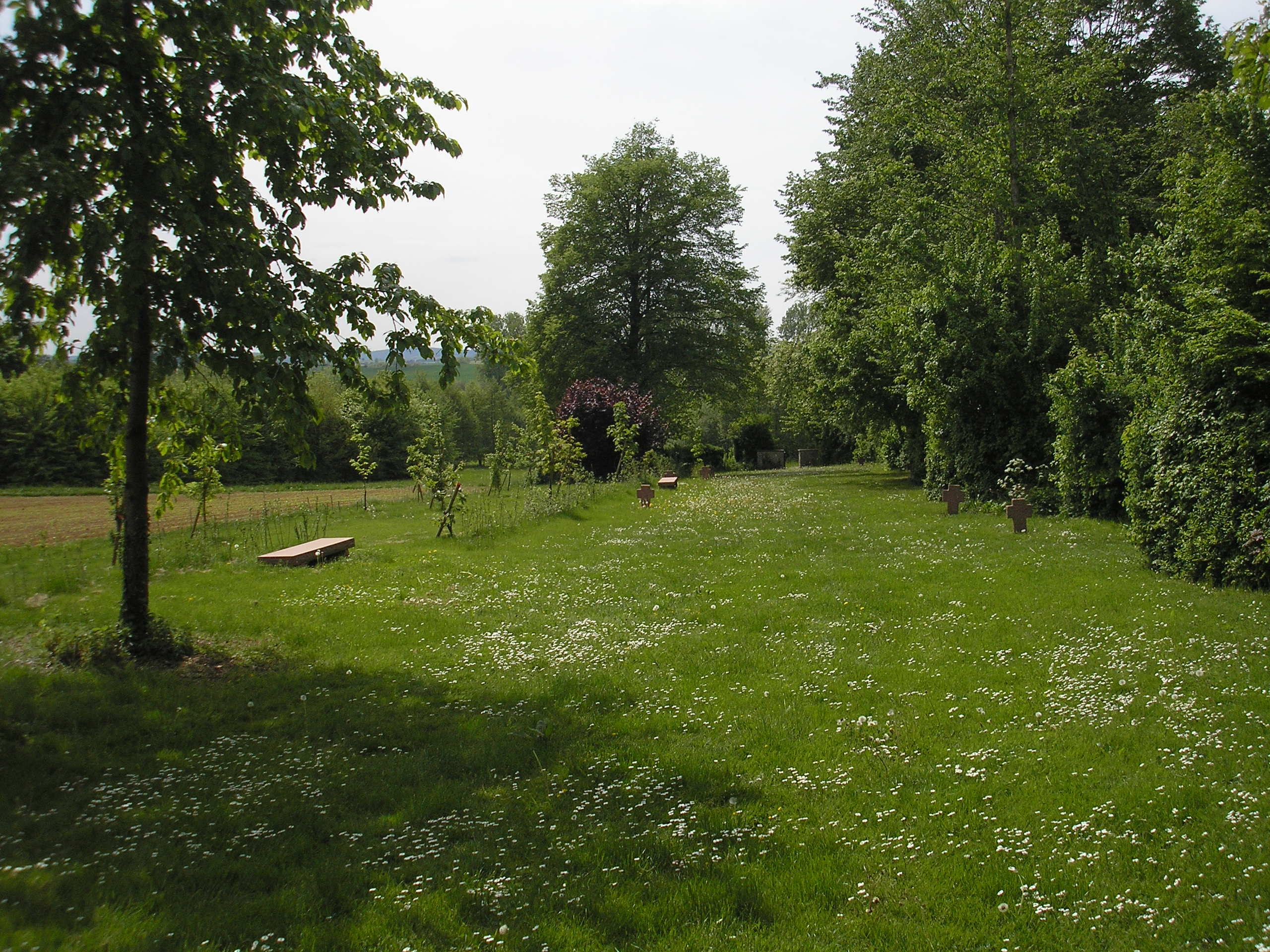
Auf etwa 1000 m^{2} liegen hier mindestens 379 sowjetische Kriegsgefangene begraben

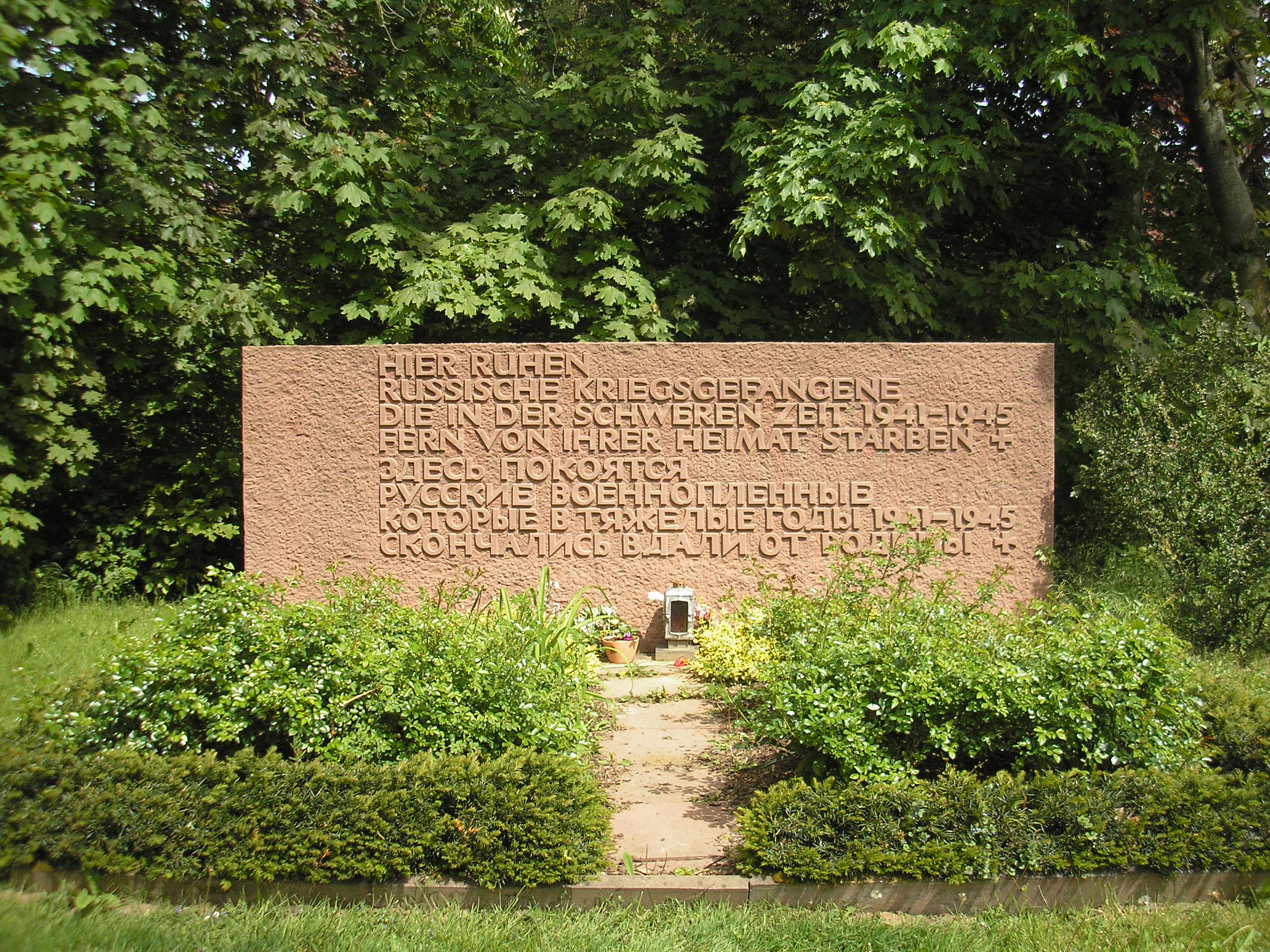
Gedenkstein am nordwestlichen Rand des Friedhofes

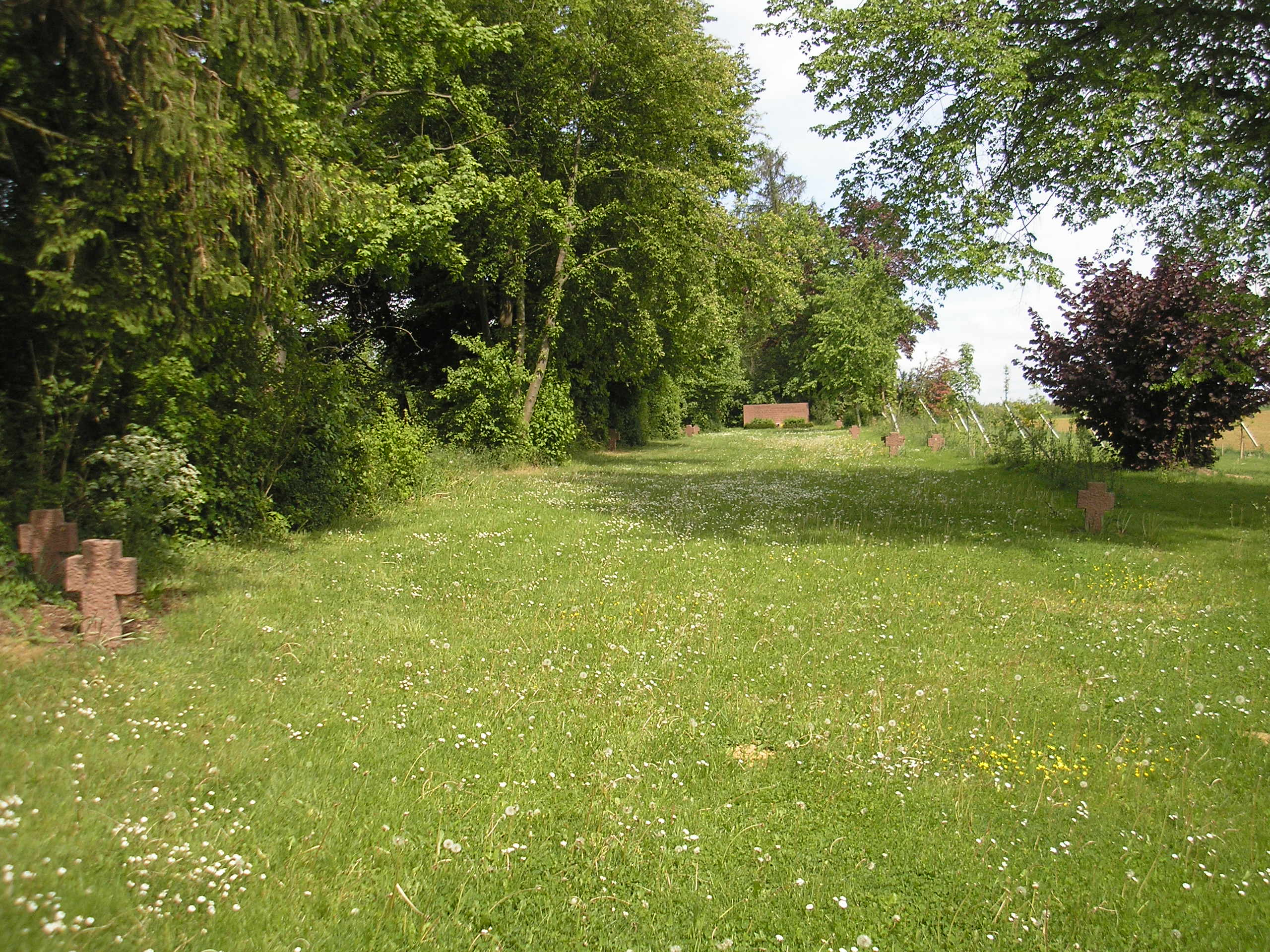
Anlage von Südwesten

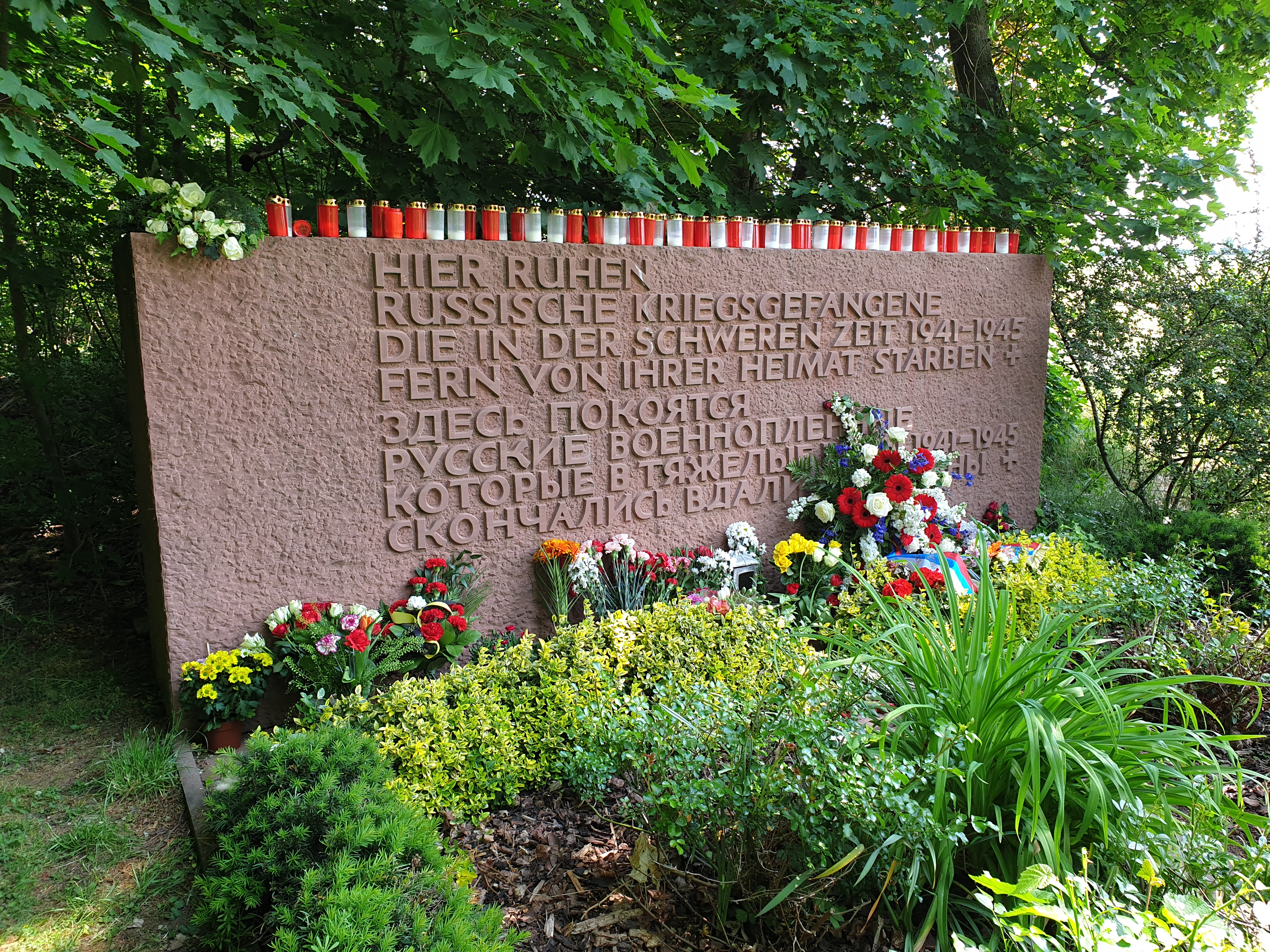
Geschmückter Gedenkstein zum 75. Jahrestages der Kapitulation Hitlerdeutschlands und des Endes des Zweiten Weltkrieges in Europa

Der Russische Soldatenfriedhof Klein-Zimmern ist ein Kriegsgräberfriedhof in Klein-Zimmern, heute Ortsteil von Groß-Zimmern im Landkreis Darmstadt-Dieburg, zwischen Darmstadt und Aschaffenburg südlich von Dieburg gelegen. Dort sollen 435 sowjetische Kriegsgefangene begraben sein, von 379 Toten sind bis jetzt (Stand August 2017) die Personaldokumente bekannt.

## Geschichte
Hier wurden von 1941 bis 1945 sowjetische Kriegsgefangene begraben, die im Lazarett, eigentlich ein  Kriegsgefangenenlager, in der Burgstraße 5 in Klein-Zimmern verstorben waren. Dies befand sich auf dem Gelände des damaligen St. Josephshaus, das als Erziehungsanstalt 1869 vom Mainzer Bischof Wilhelm Emmanuel von Ketteler gegründet worden war. 1939 wurde das Anwesen von der NSDAP beschlagnahmt und als Gefangenenlazarett benutzt. Ab 1941 durch die SS als Reservelazarett für das Stammlager IX/b Bad Orb übernommen, kommen hier fast 500 Kriegsgefangene durch brutale Zwangsarbeit, Krankheiten, Verwundungen oder Hunger zu Tode. Sie wurden auf dem im Herbst 1941 durch die Gemeinde zur Verfügung gestellten Gelände begraben. Zu Beginn in Einzelgräbern, zu Ende des Krieges auch in Massengräbern. Zu Beginn waren über den Gräbern noch Holztäfelchen mit der vermutlichen Gefangennummer/Registrierungsnummer der Soldaten angebracht, die zu Kriegsende verschwanden. In der Nachkriegszeit wurden die Grabhügel, die schon fast alle eingesunken waren, eingeebnet.
In den 1950er Jahren wurde ein vier Meter hohes orthodoxes Kreuz für die Toten aufgestellt.
1960 wurde nach langen Verhandlungen des Volksbunds Deutscher Kriegsgräberfürsorge Anlage mit Hilfe deutscher Studenten und amerikanischer Pioniere von in der Nähe stationierten US-Truppen neu hergerichtet und am 20. August 1961 durch den damaligen hessischen Kultusminister Ernst Schütte eingeweiht. Seit 1962 finden hier jährlich Gedenkfeiern statt. Nachdem die Gemeinde Klein-Zimmern 1977 ihre Selbständigkeit verlor und nach Groß-Zimmern eingemeindet wurde, hat auch die neue Großgemeinde die Pflege für den Soldatenfriedhof übernommen.
2017 wurde durch 27 Jugendliche aus sieben Nationen vom Projekt Wir schreiben eure Namen vom Volksbund Deutsche Kriegsgräberfürsorge damit begonnen, evaluierte Namen von Toten mit ihren Lebensdaten als Namenstafeln in Keramik zu gestalten. 27 Namenstafeln wurden an die Gemeinde Groß-Zimmern übergeben. Giulia Miles aus Italien, die am Projekt beteiligt war, sagte über das Ziel des Projektes: „Wenn wir sterben, ohne ein richtiges Grab zu haben, dann können wir vergessen werden. Diese Menschen hier wurden ohne Menschlichkeit zurückgelassen. Wir geben ihnen nun mit den Tafeln zumindest ihren Namen zurück. Dann stehen hier nicht mehr 13 symbolische Kreuze. Sondern viele Namen.“ Eine würdige Umsetzung dieser Idee, um alle Toten dem Vergessen zu entreißen, steht noch aus, da die Gemeinde für die Gestaltung des Friedhofs verantwortlich ist.

## Beschreibung
Die Anlage ist etwa 50 m × 20 m groß und liegt auf der Gemarkungsfläche Reinheimer Hohl. Sie wurde mehrfach umgestaltet und wird heute durch die Stadt Groß-Zimmern gepflegt. Die SW-NO ausgerichtete Anlage ist nach drei Seiten durch eine Baumhecke abgegrenzt und hat im Südwesten ihren Eingangsbereich. Die Massengräber waren später nicht mehr zu evaluieren und sind symbolisch durch ein Dutzend Totenkreuze dargestellt; am nordwestlichen Ende weist ein Gedenkstein in Russisch und Deutsch auf den Friedhof und das Gedenken hin.

## Anmerkung
Der Name des Soldatenfriedhofs ist irreführend, da hier nicht russische, sondern verstorbene sowjetische Kriegsgefangene der Roten Armee aus dem Zweiten Weltkrieg verscharrt wurden.